# Roger Hargreaves
Charles Roger Hargreaves (* 9. Mai 1935 in Cleckheaton, West Yorkshire, England; † 11. September 1988 in Tunbridge Wells, Kent) war ein britischer Kinderbuchautor und -illustrator.

## Leben
Mit der Serie Unsere kleinen Damen und Herren (im Original: Mr. Men) wurde er berühmt. Er veröffentlichte 46 Geschichten in Bilderbüchern. Außerdem veröffentlichte er eine Serie von 33 Bilderbüchern, die der „Little Miss“ gewidmet waren. Die 25 Timbuctoo-Bücher waren eine der vielen weiteren Kinderbuchserien von Hargreaves. Seine Bücher sind bis heute hochbegehrt und erzielen unter Liebhabern Spitzenpreise.
Hargreaves lebte mit seiner Familie von 1979 bis 1982 auf Guernsey. Danach zog er auf die Sussex House Farm bei Cowden, Kent. Er verstarb im Alter von 53 Jahren an den Folgen eines Schlaganfalls im Sussex Hospital in Tunbridge Wells. Bis zu seinem Tod hatte er etwa 85 Millionen Bücher, die in 15 Sprachen übersetzt wurden, in 22 Ländern verkauft. Sein Nachlass veröffentlicht weiterhin Werke unter seinem Namen, die größtenteils von Hargreaves’ Sohn Adam verfasst und illustriert werden.
Seit September 2010 erscheint die Mister-Men- und Little-Miss-Reihe in Originalausstattung, Originalformat und Neuübersetzung von Nele Maar und Lisa Buchner im Susanna Rieder Verlag in München. Erschienen sind Mister Glücklich, Mister Perfekt, Mister Umgekehrt, Mister Schlotter, Miss Hokuspokus, Miss Glanz, Miss Sturkopf und Miss Purzelbaum. 2011 folgten 16 weitere Bände der Reihe.